# Josef Rejfíř
Josef Rejfíř (22. září 1909 Praha – 4. května 1962 Praha) byl československý šachista, mistr Ústřední jednoty československých šachistů od roku 1929, mezinárodní mistr od roku 1956.
Rejfíř reprezentoval Československo na šachových olympiádách před i po druhé světové válce (kromě něho se tímto rekordem může chlubit již jen mezinárodní mistr František Zíta). Zúčastnil se celkem sedmi olympiád
- roku 1928 v Haagu, kde mužstvo Československa skončilo sedmé,[1]
- roku 1930 v Hamburku, kde mužstvo Československa skončilo na pátém místě,[2]
- roku 1931 v Praze, kdy společně se Salomonem Flohrem, Karlem Gilgem1, Karlem Opočenským a Karlem Skaličkou vybojoval 3. místo,[3]
- roku 1933 ve Folkestone, kdy společně se Salomonem Flohrem, Karlem Treybalem, Karlem Opočenským a Karlem Skaličkou vybojoval 2. místo).[4]
- roku 1935 ve Varšavě, kde československé mužstvo skončilo páté,[5]
- roku 1956 v Moskvě, kde Československo skončilo na sedmém místě,[6]
- roku 1958 v Mnichově, kde Československo skončilo páté.[7]

Rejfíř rovněž reprezentoval Československo na turnaji národů v Mnichově roku 1936 (šlo o neoficiální šachovou olympiádu), kde jeho mužstvo skončilo páté.
Rejfíř zemřel v důsledku srdečních problémů v rodné Praze. V současné době na jeho počest ŠK Sokol Vyšehrad každoročně pořádá turnaj s názvem Rejfířův memoriál.